# 近藤哲也 (俳優)
近藤 哲也（こんどう てつや、1975年10月25日 - ）は、日本の俳優。株式会社スターズ所属。千葉県出身。血液型はA型。

## 人物紹介

### 経歴・特色
- 1999年 俳優塾入塾
- 2001年 劇団初舞台入団

### 特技
水泳、空手、トランペット、サッカー、スカッシュ、スキンダイビング

## 出演作品

### 舞台
- 法王庁の避妊法（主演）
- アパートの部屋貸します
- 輝く太陽の中で
- アイスクリームマン
- キネマの天地
- バンク・バン・レッスン
- ジプシー
- 八月のシャハラザード
- 名作劇場
- 見果てぬ夢
- 夢より遠い場所
- インプロシアター SEVEN
- アダルト・チルドレン(劇団初舞台)(2005年 東京芸術劇場)
- 満月の夜は騒がしい(STARS Company)(2006年 東京芸術劇場）

### 映画
- 秘メ煙

### ドラマ
- 潜入兄妹 特殊詐欺特命捜査官 第7話（2024年11月16日、日本テレビ） - 警備員 役[1]

### TV
- 奇跡体験!アンビリバボー
- 私鉄沿線97分署 第50話「プレハブだけど結婚式!?」（テレビ朝日）

### CM
- トレンドマイクロ社 雑誌広告
- 日本宝くじ協会 雑誌広告
- 万有製薬『AGA』広告